# 2024년 독일 정부 위기
2024년 독일 정부 위기는 2024년 11월 6일 독일의 현직 총리인 올라프 숄츠가 당시 재무부 장관이자 자유민주당 (FDP) 대표였던 크리스티안 린트너를 내각에서 해임한다고 발표하여 촉발된 정부 위기다. 크리스티안 린트너는 이후 2024년 11월 7일 독일 대통령 프랑크발터 슈타인마이어의 공식 절차를 거쳐 해임되었다. 이는 최근 3당 연립 정부 내에서 국가의 경제 정책을 둘러싼 갈등과 연립정부 내부의 지속적인 갈등에 따라 이루어졌다.
결과적으로 자유민주당는 야당이 되었으며, 현재 연합 정부는 양당 소수 여당 정부로 전락했다.
조기 연방 선거가 가능해졌으며 올라프 숄츠는 2025년 1월 15일에 신임투표를 실시할 것이라고 밝혔다. 그러나 야당은 즉각적인 신임투표와 가능한 한 빨리 조기 선거를 요구하고 있다.